# Leptaxis simia ssp. portosancti
Leptaxis simia ssp. portosancti је подврста класе Gastropoda која припада реду Stylommatophora. 

## Угроженост
Ова врста се сматра рањивом у погледу угрожености врсте од изумирања.

## Распрострањење
Ареал врсте је ограничен на једну државу. 
Португал је једино познато природно станиште врсте.